# Братська могила радянських воїнів в Єнакієвому
Братська могила радянських воїнів — це групове поховання воїнів Червоної Армії, які загинули в боях за звільнення міста Єнакієве у вересні 1943 року під час Другої світової війни, а також тих, хто помер від ран у центральній частині міста.

## Розташування та історія
Могила розташована в місті Єнакієве Донецької області, на вулиці Партизанській, 98, на території Ватутінського кладовища, що знаходиться на західній околиці міста.
Бойові дії під час звільнення міста вели частини 34-ї, 40-ї гвардійських та 320-ї стрілецьких дивізій (у складі 5-ї ударної армії Південного фронту)[неавторитетне джерело].

## Пам'ятник та меморіальний напис
1965 року на місці поховання було встановлено пам'ятник — бетонну стелу розміром 5,5 × 4,0 × 0,8 м, що стоїть на бетонному постаменті розміром 7,0 × 1,0 × 3,5 м. Поруч розташована плита (1,0 × 1,3 м) з меморіальним текстом та прізвищами похованих[відсутнє в джерелі].
:На плиті викарбувано:
«Тут поховані воїни Радянської Армії, які загинули під час звільнення міста Єнакієвого від німецько-фашистських загарбників у роки Великої Вітчизняної війни.»

## Список похованих
Нижче наведено імена одинадцяти встановлених воїнів, похованих у братській могилі, а також зазначено, що особи чотирьох офіцерів залишаються невстановленими:
Алоян Рубен Олександрович, рядовий (1909 – 1943 рр.)
Алжиєв Х., єфрейтор (загинув 4 вересня 1943 року)
Котов Степан Антонович, гвардії рядовий (загинув 1943 року)
Костюченко Микола Пилипович, рядовий (загинув 1943 року)
Маскіна Євгенія Антонівна, медсестра
Мозгів Опанас Павлович, рядовий (загинув 1943 року)
Прокопенко Володимир Опанасович, рядовий (загинув 1943 року)
Северук Олексій Миколайович, рядовий (загинув 1943 року)
Соломонов Василь Ілліч, молодший сержант (загинув 3 вересня 1943 року)
Степанов Семен Григорович, рядовий (загинув 3 вересня 1943 року)
Учуров Борис Костянтинович, рядовий (загинув 6 вересня 1943 року)

Розподіл за дивізіями серед встановлених прізвищ: 5 осіб — з 34-ї гвардійської стрілецької дивізії, 1 особа — з 40-ї гвардійської стрілецької дивізії, 6 осіб — з 320-ї стрілецької дивізії[відсутнє в джерелі].

## Литература
Центральний архів Міністерства оборони Російської Федерації. М.Подільськ. Фонд 5 ударної Армії (333), оп.4885, спр.33. Опис бойового шляху 5 ударної Армії.- лл.28-29.
Архів Донецького обласного військкомату. Списки загиблих на території міста. Т.9, сс.1-4. 
Памятники истории и культуры Украинской ССР. Каталог-справочник.-К., 1987.-с.141. 
Справочник — перечень объединений, соединений и частей Юго-Западного и Южного фронтов, освобождавших города и населенные пункты Донецкой области в 1943 г. Донецк, 1988. — сс.9-10.